# Saint-Georges-de-Rex
Saint-Georges-de-Rex là một xã thuộc tỉnh Deux-Sèvres trong vùng Nouvelle-Aquitaine phía tây nước Pháp. Xã này nằm ở khu vực có độ cao trung bình 17 mét trên mực nước biển.